# Vídua del Senegal
La vídua del Senegal (Vidua chalybeata) és un ocell de la família dels viduids (Viduidae).

## Hàbitat i distribució
Habita les sabanes i zones amb malesa de l'Àfrica subsahariana, al Senegal, Gàmbia, sud de Mauritània, sud-oest de Mali, Guinea, Sierra Leone, Burkina Faso, Costa d'Ivori, Ghana, Benín, sud de Níger, Nigèria, Camerun, sud de Txad, República Centreafricana, centre i sud del Sudan, oest i centre d'Etiòpia, Eritrea, sud de Somàlia, Angola, Zàmbia, est de la República Democràtica del Congo, Uganda, Ruanda, Burundi, Kenya, Tanzània, Malawi, Moçambic, Zimbabwe, nord de Namíbia, nord i est de Botswana i nord-est de Sud-àfrica.